# Žaltář Hanuše z Kolovrat
Žaltář Hanuše z Kolovrat (latinsky Psalterium Hanussonis de Kolovrat) je český kodex z roku 1438 obsahující latinské texty biblických Davidových žalmů a některé Petrarkovy skladby. Text rukopisu je psaný kaligrafickou bastardou, je členěn četnými figurálními a ornamentálními iniciálami a na okrajích stránek je doprovozen bohatým ornamentem s droleriemi.
Žaltář v sobě skrývá bohaté iluminace vycházející ještě z předhusitského „krásného slohu“. Býval v držení bibliofila a probošta svatovítské kapituly Hanuše z Kolovrat a odtud pochází jeho název.
Vlastníkem rukopisu - Žaltáře Hanuše z Kolovrat je Cisterciácký klášter v Oseku (v Národní knihovně ČR je deponován, sign. Osek 71).

## Galerie

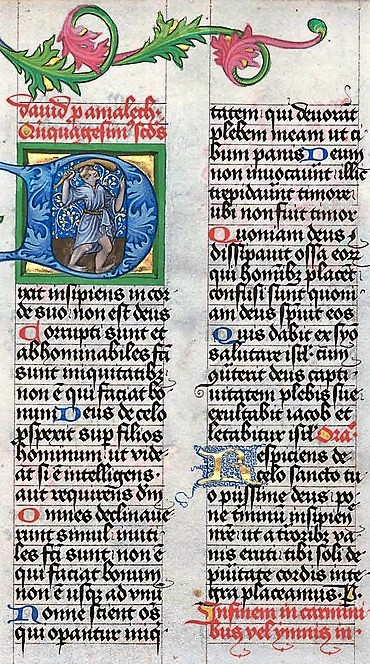
f87r: Vegetabilní iniciála D(ixit insipiens in corde suo; česky: Říká blázen v srdci svém), Ž 14,1
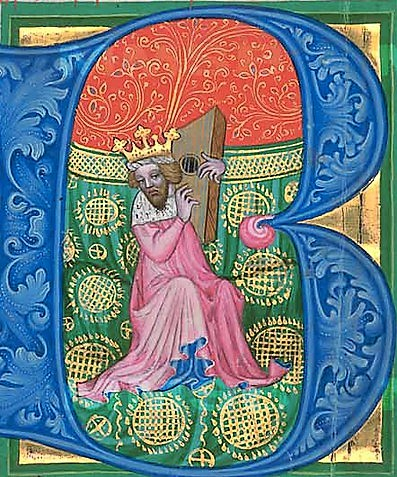
f2v: král David hrající na psalterium